# Juan Arango
Juan Fernando Arango Sáenz, kurz Juan Arango (* 16. Mai 1980 in Maracay), ist ein ehemaliger venezolanischer Fußballspieler. Er besitzt seit März 2007 auch die spanische Staatsangehörigkeit.

## Vereinskarriere

### Anfänge in Venezuela und Karriere in Mexico
Als Profispieler hatte er seine ersten Einsätze beim venezolanischen Zweitligaclub Nueva Cádiz FC mit 17 Jahren im Jahr 1997. Mit seiner Mannschaft stieg er unter dem neuen Namen Zulianos FC in der folgenden Saison in die erste Liga auf. Von Zulianos FC ging es weiter zu FC Caracas, bei dem er jedoch nur sechs Monate blieb.
Im Jahr 2000 nahm er mit dem Wechsel zum mexikanischen Verein CF Monterrey den Sprung ins Ausland in Angriff. Da er sich dort durchsetzen konnte, ging er zum Topclub CF Pachuca, bei dem er 16 Tore in 52 Spielen erzielte. Doch auch dort hielt es ihn nicht lange und er ging zu Puebla FC.

### Wechsel nach Europa

#### RCD Mallorca
Der große Sprung in seiner Karriere und damit auch große Bekanntheit erreichte er mit seinem Wechsel nach Spanien, wo er 2004 einen langfristigen Vertrag bei RCD Mallorca unterschrieb. Auch hier konnte er zeigen, dass er ein äußerst gefährlicher Mittelfeldspieler ist. Bekannt ist Arango auch für seine Tore aus großer Distanz, wie beispielsweise in der Saison 2006/07 im Heimspiel gegen UD Levante, bei dem er aus 35 Metern den gegnerischen Torwart überwand oder am 9. Dezember 2012, wo er am 16. Spieltag der Bundesliga gegen den 1. FSV Mainz 05 ein Tor aus rund 45 Metern erzielte, das später zum Tor des Monats gewählt wurde.

#### Borussia Mönchengladbach
Im Juli 2009 unterschrieb Arango einen bis 2012 laufenden Vertrag bei Borussia Mönchengladbach, wo er mit der Rückennummer 18 auflief. Seinen Vertrag verlängerte Arango im Februar 2012 vorzeitig bis 2014.
Bei der Borussia wurde Arango durch seine erzielten Freistoßtore innerhalb kurzer Zeit zur tragenden Figur im Mittelfeld. Unter Trainer Lucien Favre bildete er mit Marco Reus, Mike Hanke und Patrick Herrmann ein Quartett, welches Borussia Mönchengladbach in der Saison 2011/2012 vom Fast-Absteiger zum Champions-League-Qualifikanten machte. In der Saison 2012/2013 war Arango einer der Leistungsträger der Mannschaft. Sein Tor am 8. November 2012 beim Rückspiel gegen Olympique Marseille zum 2:2-Endstand war ein Grund, dass die Mannschaft das Sechzehntelfinale der UEFA Europa League erreichen konnte. Zum Ende der Saison 2013/14 verließ Arango den Verein.

### Rückkehr nach Mexiko
Zur Saison 2014/15 wechselte Arango in die mexikanische Liga MX zu Club Tijuana. Dort sorgte er für Aufsehen, als er Anfang April 2015 in der Partie Tijuanas gegen CF Monterrey seinem Gegenspieler Jesús Eduardo Zavala während des Spiels in die Schulter biss.

### Wechsel in die USA
Im Januar 2016 wurde bekannt, dass Arango zu New York Cosmos wechselt. Für Cosmos erzielte er in 31 Spielen 16 Tore, gewann die North American Soccer League 2016 und wurde als bester Spieler der Saison ausgezeichnet.

### Rückkehr in die Heimat und Karriereende in New York
Nach dem Ende der Saison in den USA kehrte er in seine Heimat und zum Zulia FC zurück, für den er in 15 Spielen zweimal als Torschütze erfolgreich war. Im September 2017 lief er dann noch dreimal für Cosmos auf. Im Januar 2018 gab Cosmos das Ende seines Vertrages bekannt.

## Nationalmannschaft

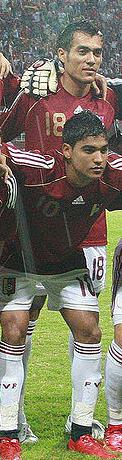
Arango (oben) als Nationalspieler im Jahr 2008

Arango gab sein Debüt für die Nationalelf am 27. Januar 1999 in einem Freundschaftsspiel gegen Dänemark. Als Kapitän der venezolanischen Nationalmannschaft wurde er 2012 zum besten venezolanischen Fußballer aller Zeiten gewählt. Er nahm seit 1999 an jeder Copa América teil. Am 7. Juni 2013 erzielte Arango beim 1:1-Unentschieden im Qualifikationsspiel zur WM 2014 gegen Bolivien die zwischenzeitliche 1:0-Führung für Venezuela und zog mit seinem 22. Länderspieltor mit Giancarlo Maldonado gleich. Fünf Tage später überbot er mit seinem 116. Länderspiel den Landesrekord von José Manuel Rey, am 18. November 2014 wurde er mit seinem 23. Länderspieltor alleiniger venezolanischer Rekordtorschütze. Am 9. September 2015 gab er nach seinem 129. Länderspiel seinen Rücktritt bekannt. Seinen Rekord als Torschütze behielt er bis zum 9. Juni 2019, dann wurde er von Salomón Rondón überboten.

## Spielweise
Arango besticht vor allem durch seinen linken Fuß. Er ist in der Lage unglaublich harte, aber dennoch sehr präzise Schüsse oder hohe Bälle mit dem linken Fuß abzugeben. Auch unter Bedrängnis hat er immer das Verlangen, den Weg nach vorne zu finden. Durch seinen teils uneingeschränkten Offensivfußball verursacht er mitunter Fehlpässe und Ballverluste. Er hat eine unglaubliche Technik und kann auch gegen eine Überzahl von Gegnern bestehen. Neben mangelnder Defensivarbeit und Sprintschwäche gilt sein rechter Fuß im Spiel als unbrauchbar. Arango selbst sagte, „dass mit dem rechten Fuß nichts ginge, absolut nichts. Den bräuchte er nur zum Einsteigen ins Auto, zum Gasgeben und zum Bremsen“. Seine ihm oft vorgeworfene Laufschwäche wurde in Gladbacher Zeiten verbessert. Hervorzuheben sind auch seine gefährlichen Freistöße, die oft zum Torerfolg führen, so dass er einen Vergleich mit den weltweit besten Freistoßschützen nicht zu scheuen braucht.

## Sonstiges
Juan Arango wird in seiner venezolanischen Heimat auch „Arangol“ in Anlehnung an seine Torgefahr genannt. Ein weiterer Spitzname ist „El Huracán del caribe“, was „Der Hurrikan der Karibik“ bedeutet. Seit der Saison 2013/14 wird er bei der Mannschaftsvorstellung vor den Heimspielen von Mönchengladbach von den Fans als Fußballgott bezeichnet. Er wurde zum besten venezolanischen Spieler aller Zeiten gewählt und ist einer der wenigen Spieler seines Heimatlandes, die in einer europäischen Topliga gespielt haben.

## Auszeichnungen
- Torschütze des Monats Dezember 2012[17]

## Erfolge
- 2016: North American Soccer League 2016